# Полско-турска война (1672–1676)
Полско-турската война (1672 – 1676) или Втората полско-турска война е война между Полско-литовската държава и Османската империя като част от Голямата турска война.
Тя завършва през 1676 г. с Журавенския договор и Жечпосполита предава повечето си украински територии на империята.

## Начало
Причините за полско-турската война от 1672 – 76 г. могат да бъдат проследени до 1666 г. Тогава Петро Дорошенко подписва договор със султан Мехмед IV, според който Деснобрежна Украйна става васал на Османската империя. Татарите, в съюз с казаците под управлението на хетман Дорошенко атакуват Полско-литовската държава, но са спрени от Ян III Собиески и след няколко битки е подписано примирие. През 1671 г. кримският хан Адил Герай е сменен със Селим I Герай. Селим моли султана за помощ, който се съгласява. Така обикновения пограничен конфликт ескалира във война, като Османската империя се подготвя да изпрати войските си с цел да се опита да поеме контрол над района.

## Първа фаза (1672)
На 27 август 1672 г. 80-хилядната обединена украинско-турско-татарска армия, водена от великия везир Кьопрюлю Фазил Ахмед паша, османския султан Мехмед IV, кримския хан Селим І Герай и хетман Дорошенко, напада Жечпосполита, превзема крепостта Камянец (днес Каменец-Подолски) и настъпва в Галиция. В началото септември съюзническите войски обсаждат Лвов. Силите на Собиески са твърде малки за да срещнат голямата армия и успяват единствено да победят няколко отделени османски отряди. Неподготвено за война и разкъсано от вътрешен конфликт между краля Михал Корибут и шляхтичите, княжеството не може да вдигне данъците и да събере по-голяма войска. Представителите му са принудени да подпишат Бучачкия мирен договор през октомври същата година, чрез който предава на Османската империя част от Украйна (Брацлавското войводство, Подолското войводство и Киевското войводство) и се задължава да плаща годишен данък от 22 000 дуката.